# District de Yuetang
Le district de Yuetang (岳塘区 ; pinyin : Yuètáng Qū) est une subdivision administrative de la province du Hunan en Chine. Il est placé sous la juridiction de la ville-préfecture de Xiangtan.